# Anthony Orobio
Anthony Crespin (21 de enero de 1999, Guayas, Ecuador) es un futbolista ecuatoriano. Juega de Lateral izquierdo y su equipo actual es el Guayaquil Sport de la Segunda Categoría.

## Clubes
| Club            | País    | Año       |
| --------------- | ------- | --------- |
| Más futbol      | Ecuador | 2010      |
| Guayaquil Sport | Ecuador | 2011-2015 |
|                 |         |           |

### Participaciones internacionales
| Guayaquil Sport       | Club             | Resultado |
| --------------------- | ---------------- | --------- |
| Copa El Universo 2012 | Guayaquil Sport. |           |

- Datos: Q30916275